# مقياس النيل بالروضة
مقياس النيل يقع في الطرف الجنوبي لجزيرة الروضة بمدينة القاهرة بمصر. كان يستخدم لقياس فيضان النيل، وعلى أساسه يتم تحديد الضرائب في العام الزراعي المقبل.
يعد مقياس النيل بالروضة من المنشات العباسية، وقد عرف المصريون منذ أقدم العصور تشييد المقاييس في شتى أنحاء البلاد ليتعرفوا على ارتفاع النيل نظرا لعلاقته الوثيقة بري الأرض وتحصيل الخراج أي الضرائب أو أموال الدولة. وكان قد قام الخليفه المتوكل بإسناد مهمه تشيد المقياس للمهندس القبطي سعيد ابن كاتب الفرغاني

## التوصيف الهندسي للمقياس
إن مراحل العمل قد وضع لها تنظيم وتوقيت دقيقان، وكذلك منذ البدء في حفر البئر والأنفاق الموصلة إليها، حتى انتهاء العمل تماما في بناء البئر: جدرانها وأنفاقها والعمود الذي وضع في محور البئر تماماُ. وقد كانت الحفرة التي عملت لبناء البئر مربعة، لا يقل ضلعها عن عشرة أمتار، ولا يقل ارتفاعها عن 12 متراً فكان الأمر يستلزم حفر 1200 متر مكعب على الأقل من الأتربة والطين، وإلى ذلك العمق.
فهذا المقياس الأثري عبارة عن:
1. عمود رخامي مدرج ومثمن القطاع يعلوه تاج روماني يبلغ طوله 19 ذراع، حفر عليه علامات القياس.
2. يتوسط العمود بئر مربع مشيد بأحجار مهذبة روعي في بنائها أن يزيد سمكها كلما زاد العمق، وعلى هذا شيد البئر من ثلاث طبقات: السفلى على هيئة دائرة، يعلوها طبقة مربعة ضلعها أكبر من قطر الدائرة، والمربع العلوي والأخير ضلعه أكبر من المربع الأوسط. وجدير بالإشارة أن سمك الجدران وتدرجه على هذا النحو، يدل على أن المسلمين كانوا على علم بالنظرية الهندسية الخاصة بازدياد الضغط الأفقي للتربة كلما زاد العمق إلى أسفل.
3. يجري حول جدران البئر من الداخل درج يصل إلى القاع.
4. يتصل المقياس بالنيل بواسطة ثلاثة أنفاق يصب ماؤها في البئر من خلال ثلاث فتحات في الجانب الشرقي، حتى يظل الماء ساكنا في البئر، حيث أن حركة المياه في النيل من الجنوب إلى الشمال وبالتالي لا يوجد اتجاه حركة للمياه في الناحية الشرقية والغربية.
5. يعلو هذه الفتحات عقود مدببة ترتكز على أعمدة مدمجة في الجدران، ذات تيجان وقواعد ناقوسية.
6. ويرتكز العمود الوسطي على قاعدة من الخشب الجميز لأنه الوحيد الذي لا يتأثر بالمياه وذلك لتثبيته من أسفل، ومثبت من أعلى بواسطة جائز شداد (كمرة رابطة)، وعليه نقش بالكوفي لآية قرآنية

## الجانب الأثري للمقياس
و عن النقوش والكتابات الأثرية في هذا المقياس:
1. في الجانب الشمالي والشرقي كتابات أثرية بالخط الكوفي.
2. في الجانب الجنوبي والغربي نقوش ترجع إلى أيام أحمد بن طولون سنة 259هـ

جدد مقياس النيل سنة 247هـ/861 م بأمر من الخليفة المتوكل العباسي.

## تاريخ المقياس

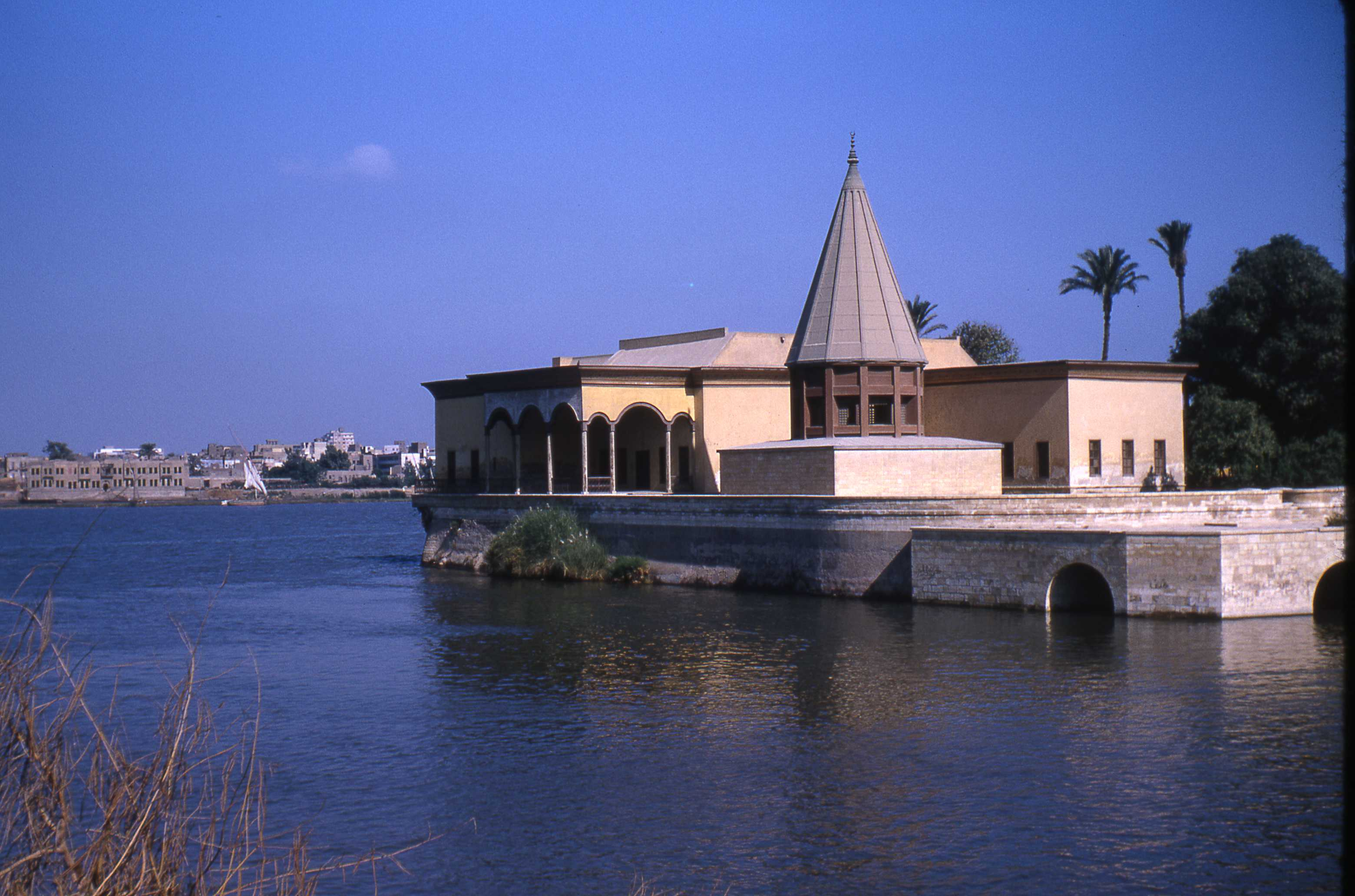
مقياس النيل في جزيرة الروضة: معلم تاريخي يعود إلى القرن التاسع الميلادي

يعتبر هذا المقياس من المنشآت المعمارية الوثيقة بحضارة مصر وما شيد منها لقياس مناسيب المياه في نهر النيل. فقد كان بجوار حصن بابليون مقياس للنيل قبل أن يستولى عليه المسلمون، أما أول مقياس عمل في العصر الإسلامي فقد أقامه في جزيرة الروضة أسامة بن زيد عامل الخراج من قبل الوليد بن عبدالملك سنة 96 هـ (715 م)، ثم أعاد عمله في السنة التالية في خلافة سليمان بن عبدالملك.
ويعد المقياس الحالي بجزيرة الروضة ثاني الآثار الإسلامية قدما بعد البقايا التي لا تظل قائمة في جامع عمرو بن العاص، فهو ينسب أيضا إلى العصر العباسي. وقد بقى المقياس كله في حالة جيدة بفضل أعمال الصيانة والإصلاح التي قامت بها وزارة الأشغال في سنة 1927.
وقد أجمع المؤرخون على أن هذا المقياس قد بني في سنة 247 هـ (861 م) بأمر المتوكل الخليفة العباسي. ونسبه البعض إلى الخليفة المأمون. غير أن المؤرخ ابن خلكان صاحب «وفيات الأعيان» قد ذكر ما يؤكد أن اسم الخليفة المتوكل كان محفورا في الحجر في نص تسجيلي على شريط يحيط بفوهة البئر من أهلاها ومعه تاريخ بنائها في رجب سنة 247هـ، وأن البئر قد بنيت على يدي أحمد بن محمد الحاسب. والمهندس القبطي سعيد ابن كاتب الفرغاني

## معرض صور

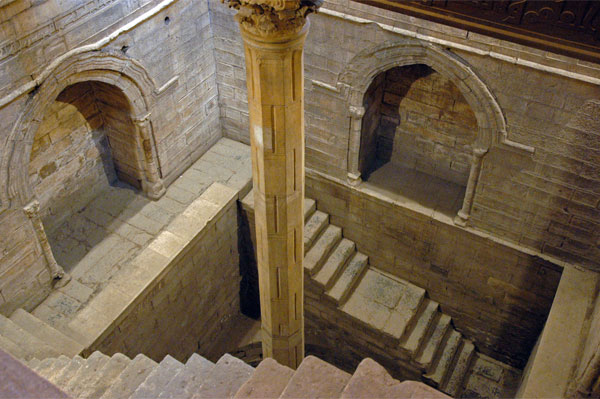
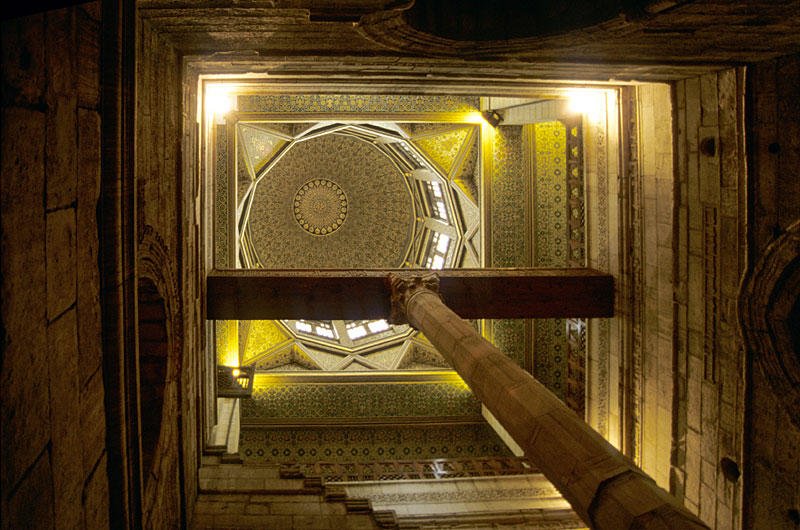
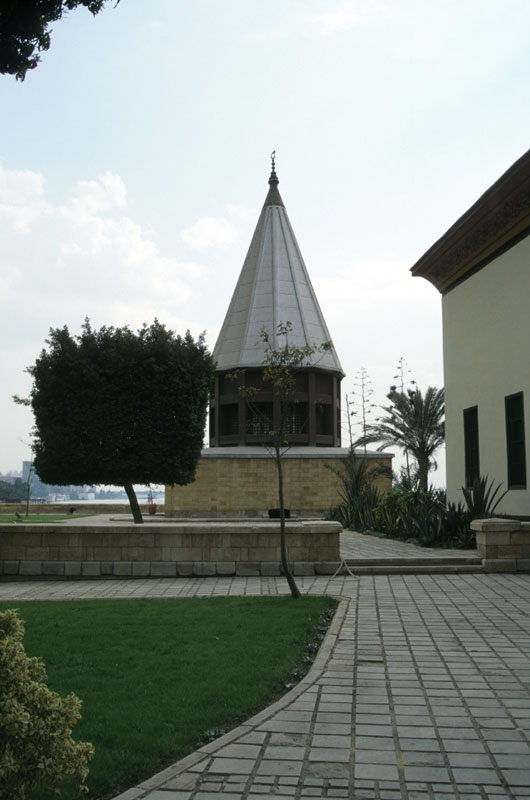